# 路易絲 (密西西比州)
路易絲（英語：Louise）是位於美國密西西比州漢弗萊斯縣的城鎮。

## 人口
根據2020年美國人口普查的數據，路易絲的面積為0.46平方千米，皆為陸地。當地共有人口178人，而人口密度為每平方千米387人。